# Yellowknife River
Der Yellowknife River ist ein 250 Kilometer langer Fluss im kanadischen Gebiet der Nordwest-Territorien.
Der Fluss hat eine südliche Fließrichtung und entwässert eine Vielzahl kleinerer und mittelgroßer Seen, bevor er bei der Distrikthauptstadt Yellowknife in den Großen Sklavensee mündet.
Im Prosperous Lake fließt ihm der Cameron River von Osten zu. Der Highway 4 überquert den Yellowknife River an dessen Mündung.
Seinen Namen bekam er – wie die Stadt an seiner Mündung – von den Yellowknives, einem First-Nation-Stamm, der vor der Erschließung durch die North West Company in der Gegend lebte.
In den Sommermonaten wird das Gewässer vermehrt touristisch zum Wildwasserpaddeln und vor allem Kanuwandern genutzt.